# Kiowa (Colorado)
Kiowa es un pueblo ubicado en el condado de Elbert en el estado estadounidense de Colorado. En el Censo de 2010 tenía una población de 723 habitantes y una densidad poblacional de 314,71 personas por km².

## Geografía
Kiowa se encuentra ubicado en las coordenadas 39°20′37″N 104°27′26″O / 39.34361, -104.45722. Según la Oficina del Censo de los Estados Unidos, Kiowa tiene una superficie total de 2.3 km², de la cual 2.29 km² corresponden a tierra firme y (0.23%) 0.01 km² es agua.

## Demografía
Según el censo de 2010, había 723 personas residiendo en Kiowa. La densidad de población era de 314,71 hab./km². De los 723 habitantes, Kiowa estaba compuesto por el 92.81% blancos, el 1.52% eran afroamericanos, el 0.28% eran amerindios, el 1.38% eran asiáticos, el 0% eran isleños del Pacífico, el 1.8% eran de otras razas y el 2.21% pertenecían a dos o más razas. Del total de la población el 7.88% eran hispanos o latinos de cualquier raza.